# Oxyepoecus rastratus
Oxyepoecus rastratus är en myrart som först beskrevs av Mayr 1887.  Oxyepoecus rastratus ingår i släktet Oxyepoecus och familjen myror. Inga underarter finns listade i Catalogue of Life.

## Bildgalleri

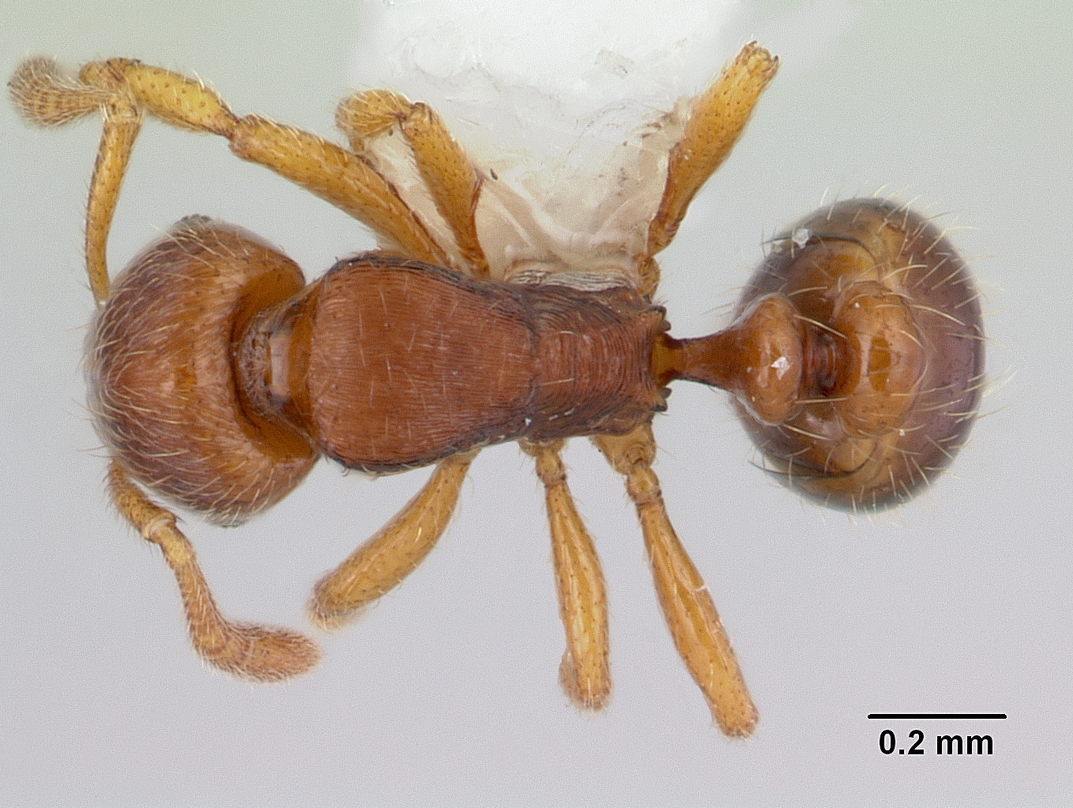
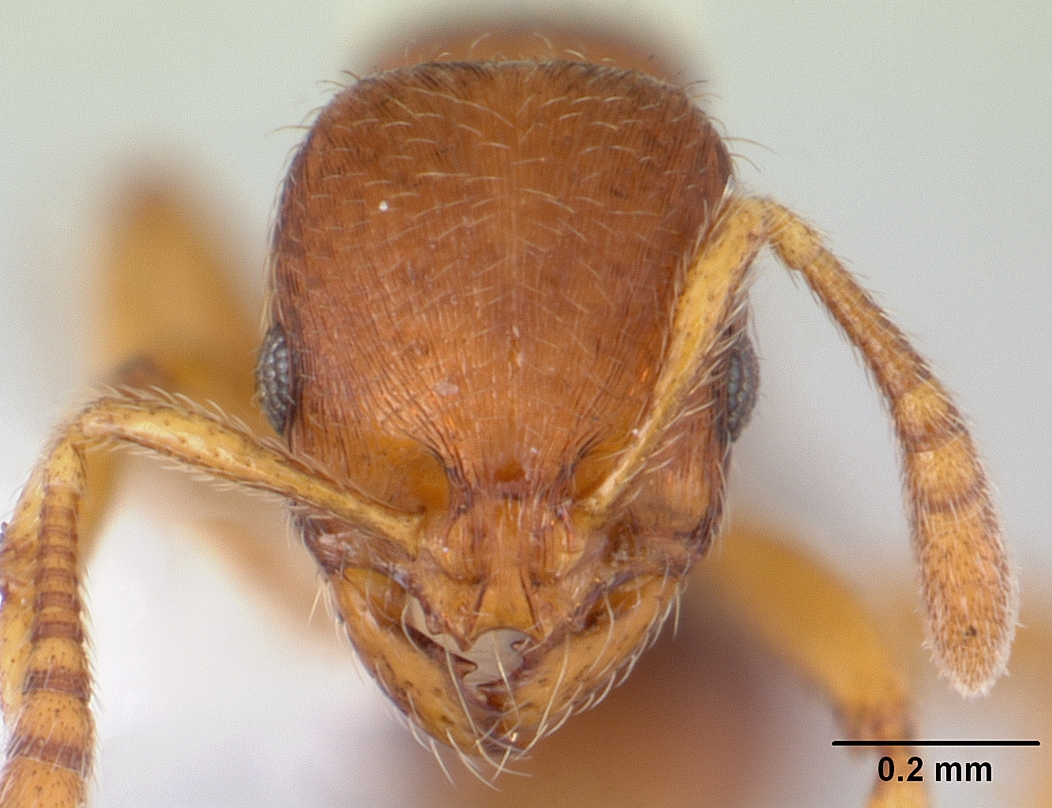
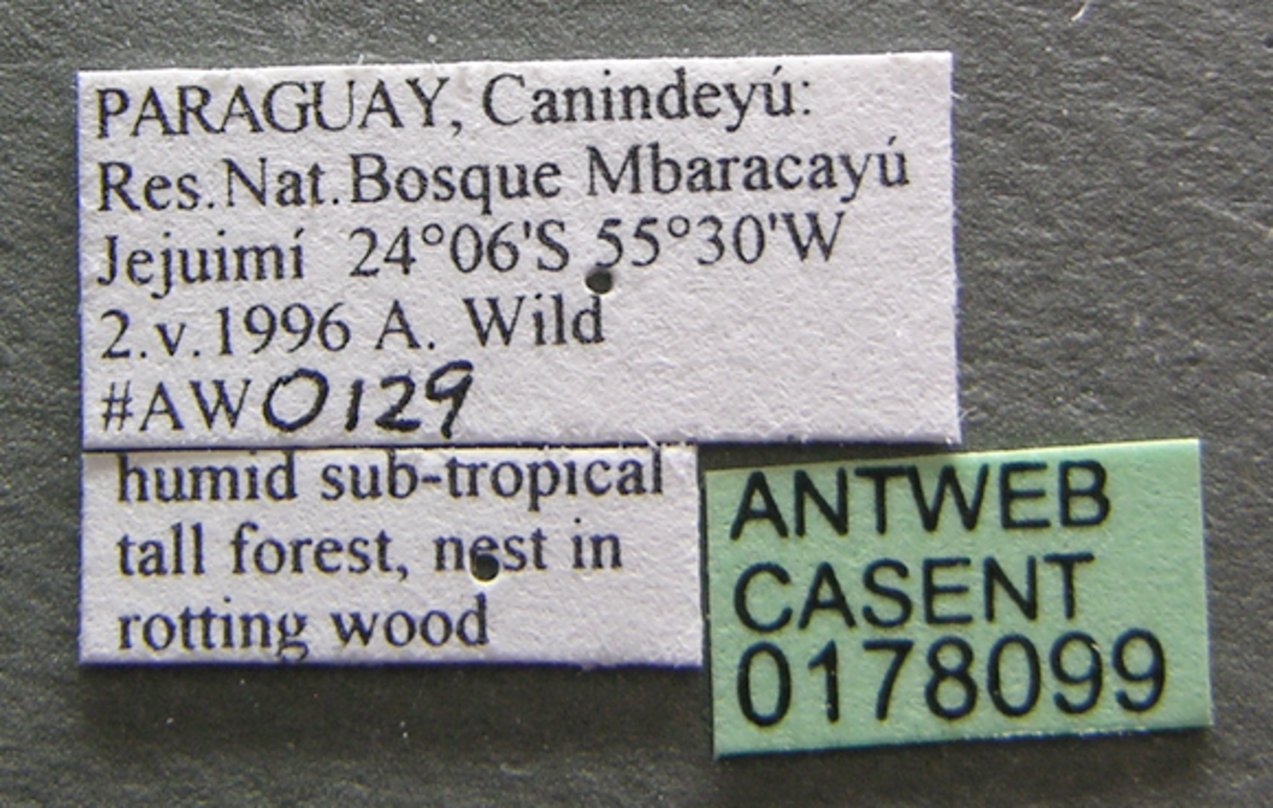
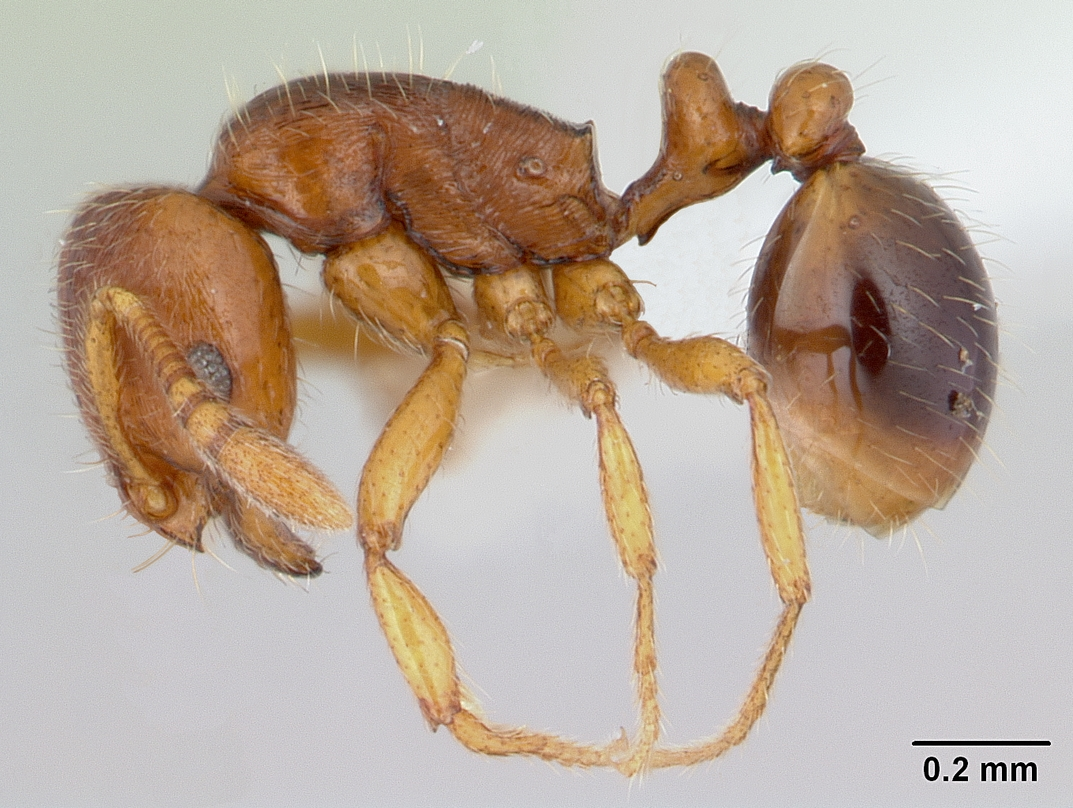
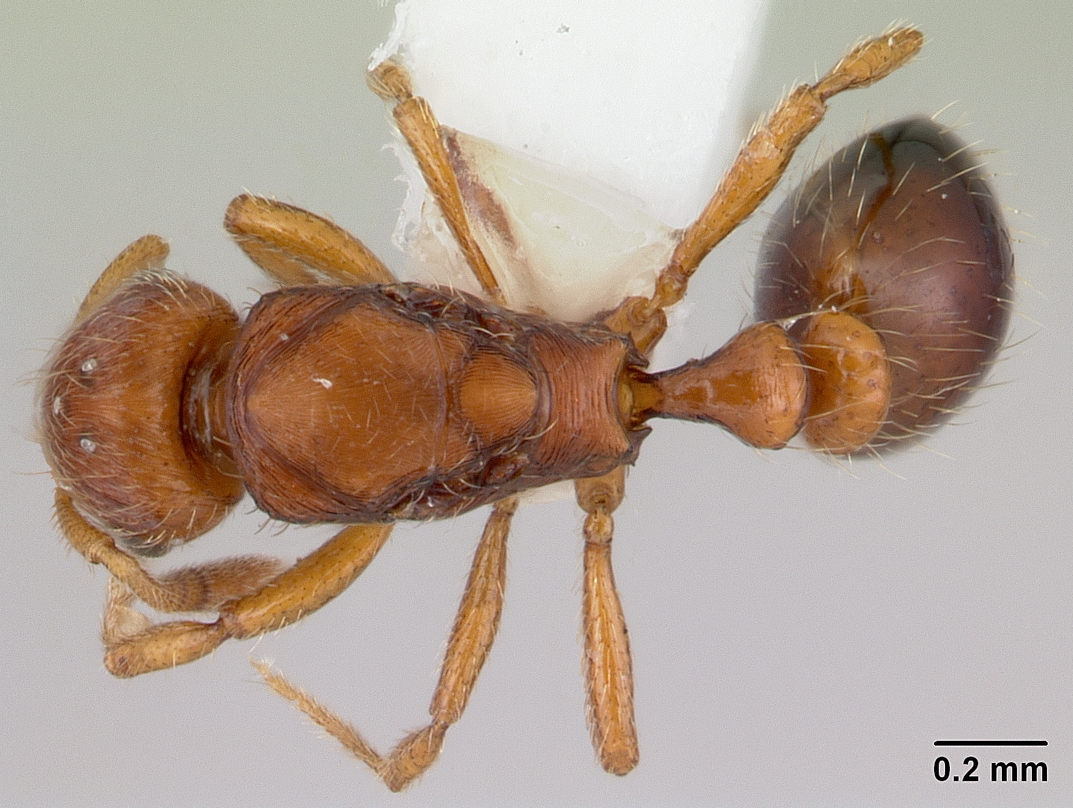
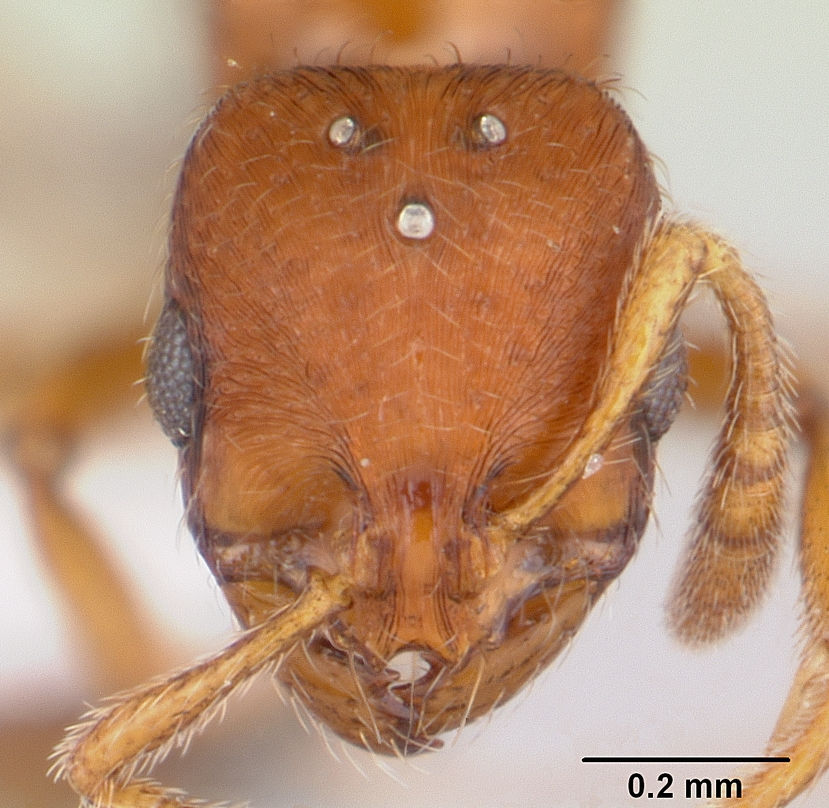